# Сеть устойчивого развития
Сеть устойчивого развития (порт. Rede Sustentabilidade, REDE) — бразильская политическая партия энвайронменталистского и левоцентристского толка, учреждённая в 2013 году. Лидер партии с момента основания — Марина Силва, политическая деятельница из штата Акри, ранее состоявшая в Партии трудящихся и Зелёной партии. В 2022 года объединилась с Партией социализма и свободы в электоральную и парламентскую Федерацию PSOL REDE (Federação PSOL REDE).

## История

### Подготовка создания
На президентских выборах в октябре 2010 года Марина Силва, выдвигавшаяся от Зелёной партии, собрала 19,4 % голосов и заняла в первом туре третье место. Это побудило её в 2011 году инициировать создание нового политического проекта.
Учредительный съезд этой протопартии был официально проведён 16 февраля 2013 года; на нём присутствовало около 1500 человек, включая ряд известных политических, общественных и культурных деятелей, ранее принадлежавших к другим политическим силам, преимущественно левого толка (Партия трудящихся, Зелёная партия, Партия социализма и свободы PSOL, Бразильская коммунистическая партия, Коммунистическая партия Бразилии), например спикер PSOL Элоиза Элена, вскоре перешедшая в REDE.

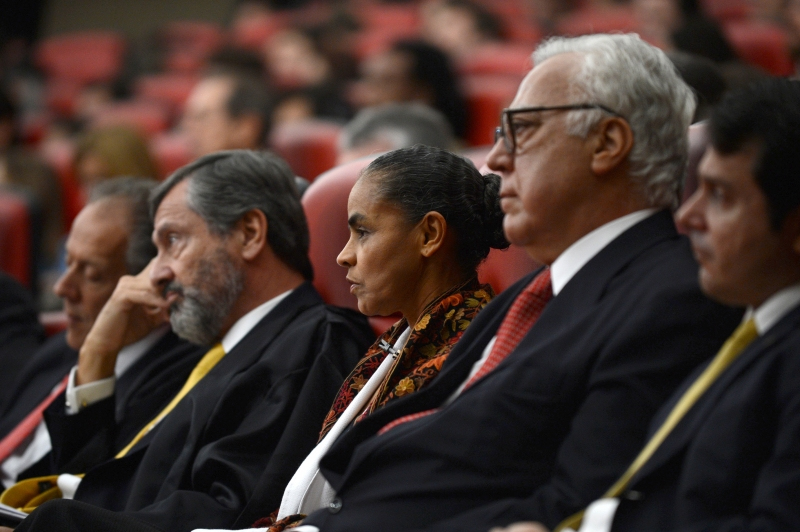
Участники Сети устойчивого развития на заседании Верховного избирательного суда

В середине 2013 года были поданы необходимые полмиллиона подписей для регистрации партии, однако этот процесс затянулся — с одной стороны, был подан правительственный законопроект, ограничивающий возможности создания новых партий, а с другой, Верховный избирательный суд забраковал часть подписей и 3 октября 2013 года отказал в регистрации партии шестью голосами против и одним за.

### Выборы 2014 года
В итоге, Сеть устойчивого развития, пока её регистрация в качестве независимой политической партии не будет подтверждена, сформировала стратегический альянс с Бразильской социалистической партией. Для участия во всеобщих выборах 2014 года сотня участников новой партии шла по спискам других политических сил, преимущественно (68 %) социалистов.
Лидер Сети Марина Силва в апреле 2014 года была избрана кандидатом в вице-президенты от Социалистической партии, а затем заместила в качестве кандидата в президенты погибшего в авиакатастрофе 13 августа 2014 года Эдуарду Кампуша. В поддерживавшую её коалицию, кроме Сети устойчивого развития и Бразильской социалистической партии, вошёл ряд других оппозиционных сил лево- (Социалистическая народная партия Бразилии, «Свободная Родина») и правоцентристского (Прогрессивно-республиканская партия, Социал-либеральная партия, Гуманистическая партия солидарности) толка. На президентских выборах Силва вновь заняла третье место с 22,1 миллиона голосов (21,32 %), а поддержка ею во втором туре правоцентристского кандидата Аэсио Невеса против Дилмы Русеф вызвала трения в её собственной политической силе.

### Как зарегистрированная партия
С ноября 2014 года Сеть устойчивого развития вновь собирала недостающие подписи для регистрации, которую наконец получила 22 сентября 2015 года с присвоением регистрационного номера 18. В новую партию перешли шестеро членов Конгресса, что позволило ей сформировать собственную фракцию. Однако уже в следующем 2016 году из партии вышел ряд видных интеллектуалов.
Для всеобщих выборов 2018 года REDE сформировала с партией зеленых коалицию «Объединённые для преобразования Бразилии» в поддержку Марины Силвы в качестве кандидата в президенты. Однако её результат оказался существенно ниже, чем на предыдущих выборах — 1 069 578 голосов (1 %). В Палате депутатов партия получила лишь один мандат, зато успешно выступили её кандидаты в Сенат, собрав более 7 миллионов голосов и 5 мандатов.